# Val de l'Asne
Le val de l’Asne ou val de l’Ane, est une vallée (presque) sèche  de la vallée de la Meuse en France.

## Géographie
Cette vallée est située entre Pagny-sur-Meuse et Foug à une quinzaine de kilomètres de Toul ; elle fait barrière à la rivière Ingressin, l’empêchant de rejoindre la Meuse.

## Géomorphologie
Ce val est un des plus célèbres cas de capture fluviale qui interrompit le cours de la Moselle qui s’écoulait dans la Meuse il y a plus de 200 000 ans.
Avec la fin de la glaciation, le cours de la Moselle qui descend des Vosges creusa de profondes vallées à travers les côtes de Moselle pour se jeter dans la Meuse à l’endroit occupé aujourd’hui par le village de Pagny-sur-Meuse. Puis l’affaiblissement du débit créa un important dépôt d’alluvions qui, à la longue, obstrua le cours de la Moselle au seuil de Foug, créant ainsi la vallée sèche du Val de l’Asne (en fait, elle n'est pas vraiment sèche, on y trouve un ruisseau, le ruisseau des marais, qui se jette dans la Meuse) et la vallée du ruisseau de l’Ingressin (ancien lit de la Moselle) de Foug à Toul.
Des galets siliceux d'origine vosgienne, apportés par la Moselle, ont été retrouvés dans les alluvions anciennes aux environs de Pagny.
La Moselle fut captée par un affluent de la Meurthe et rejoignit celle-ci à Frouard et devint le cours principal jusqu’au Rhin.

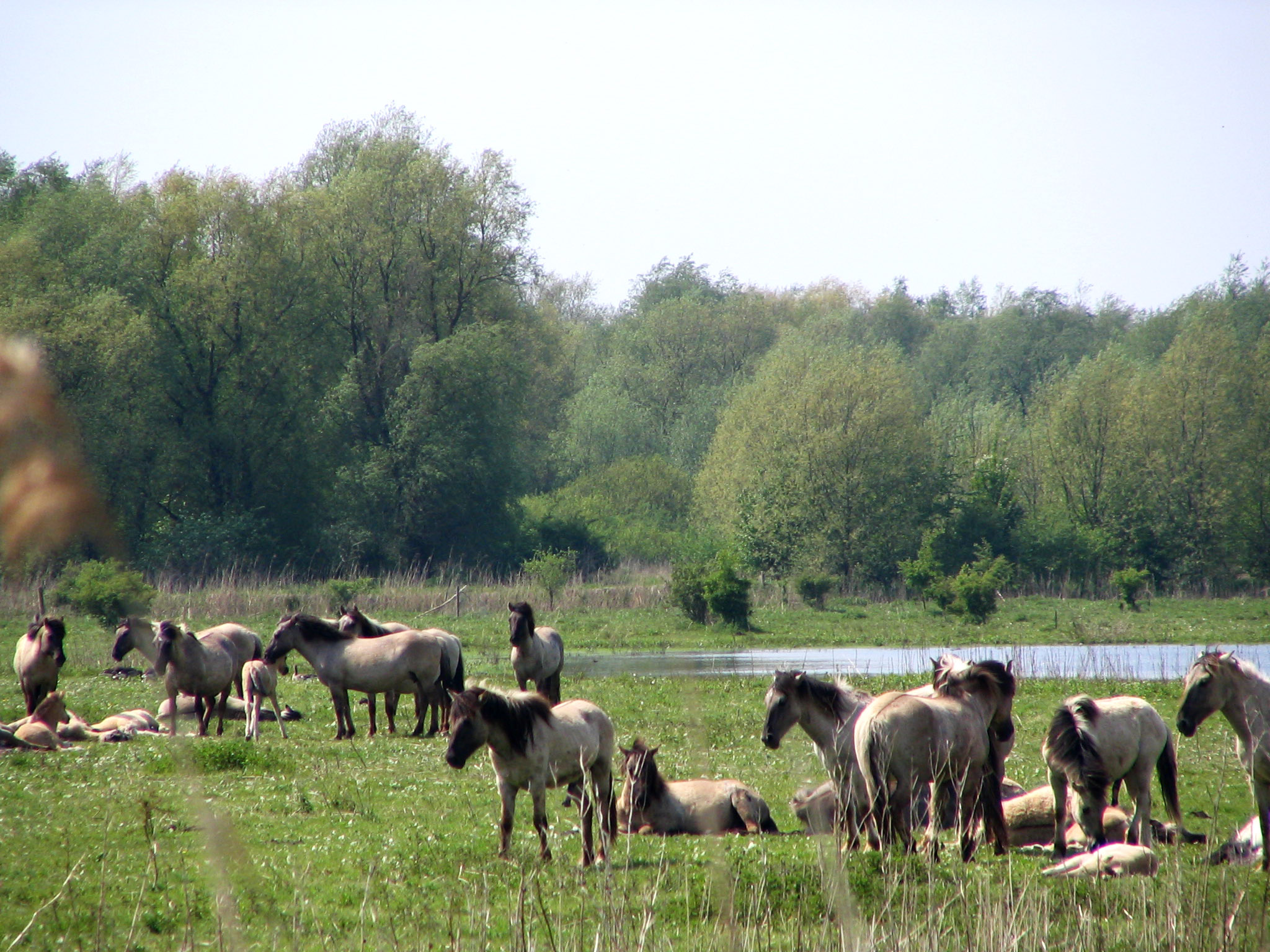
chevaux Konik Polski.

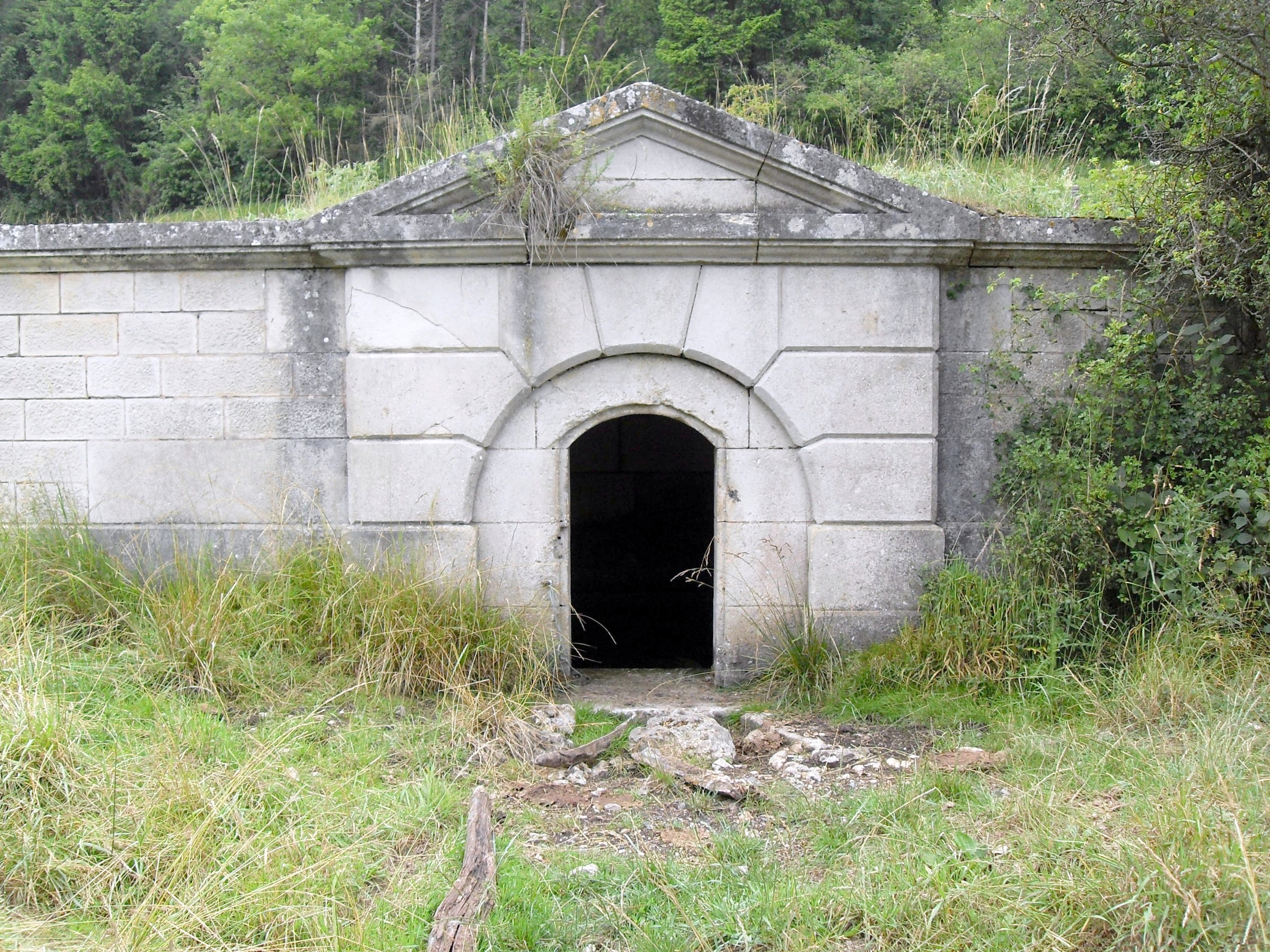
La source des Trois-Fontaines

## Le Marais alcalin de Pagny-sur-Meuse
Dans le Val de l'Asne se trouve un marais protégé (tourbière calcaire) de 38 ha géré par le conservatoire des sites lorrains, où poussent des espèces rares d'orchidées (Liparis de Loesel) et où vit un petit troupeau de chevaux Konik Polski, amenés de Pologne.

## Le ruisseau des marais
Plusieurs sources sortent de terre dans les marais de Pagny-sur-Meuse, dont la principale est  la source des Trois-Fontaines qui descend du Bois Juré, et forment un ruisseau qui suit l'ancien cours de la Moselle pour aller se jeter dans la Meuse. Il est souvent appelé "ruisseau des marais", mais aussi "ruisseau des Trois-Fontaines". Il doit de nos jours franchir plusieurs obstacles : passer sous la ligne de chemin de fer Paris-Strasbourg, contourner l'usine (ancienne cimenterie) par une déviation, puis passer sous la ligne de chemin de fer de Bologne à Pagny-sur-Meuse menant à Saint-Germain-sur-Meuse, emprunter une portion souterraine, traverser l'étang des moines (appelé couramment "étang de l'usine" par les habitants) qui est un bassin de décantation nauséabond. Il existait autrefois un moulin à cet endroit, comme en témoigne le nom des parcelles situées à proximité : "Vannier Moulin". (un autre moulin se trouvait au bout de la rue du moulin, dont on pouvait encore voir la roue à aubes à la fin du 20e siècle) Ensuite il passe sous le Canal de la Marne au Rhin et enfin sous l'ancienne Route Nationale 4, au pont Biot (ou Biotte). Le ruisseau longe tout le village d'est en ouest, et avant l'installation du tout-à-l'égout dans les années 1960, il était utilisé comme égout. Jusqu'à la fin du XXe siècle, on trouvait sur ses rives plusieurs lavoirs, qui sont maintenant détruits. Son eau a également été utilisée par les chemins de fer, pour l'approvisionnement des locomotives à vapeur, comme en témoigne le château d'eau qui se dresse toujours au bord du ruisseau près de la gare. 

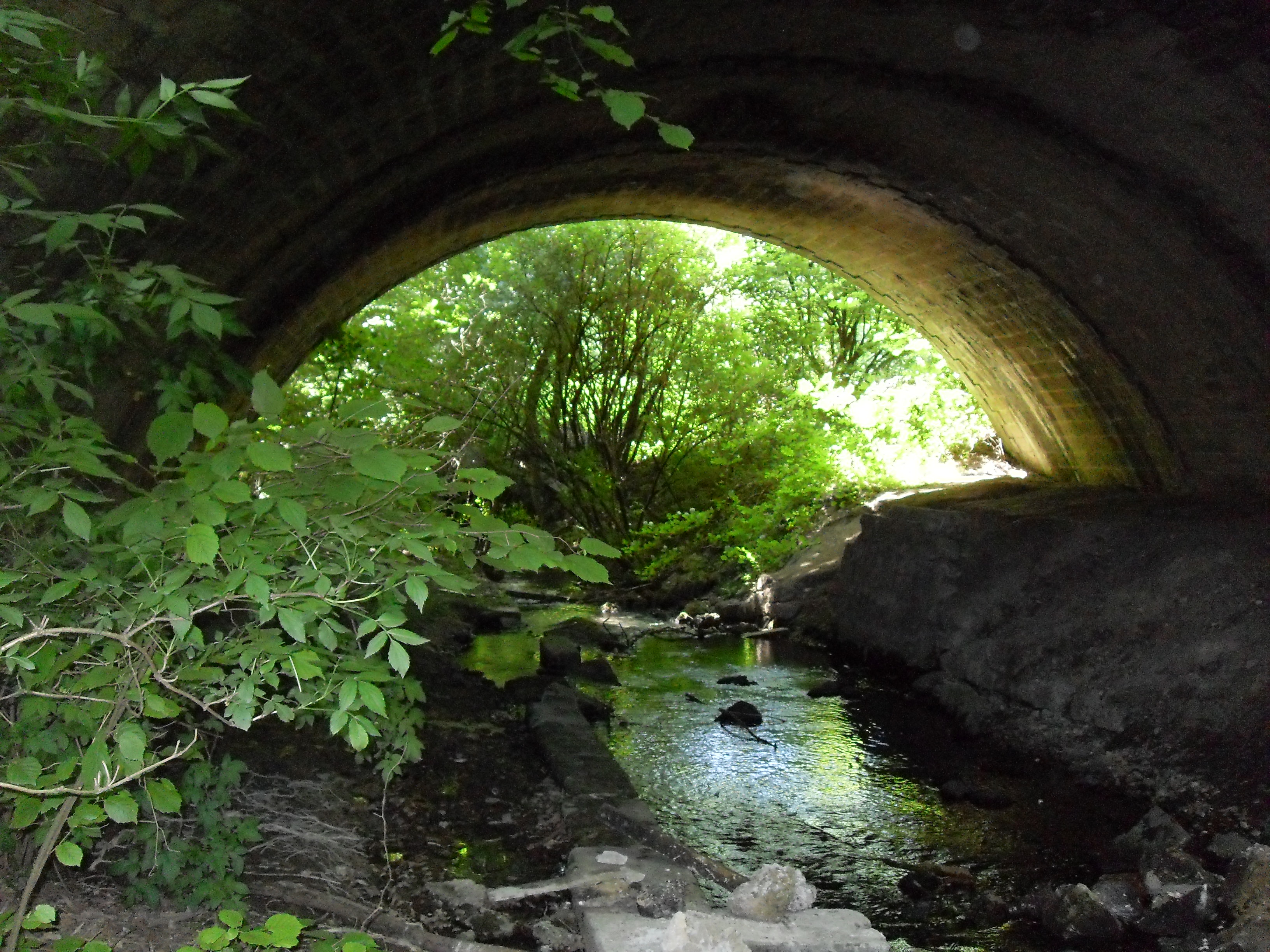
Sous le chemin de fer
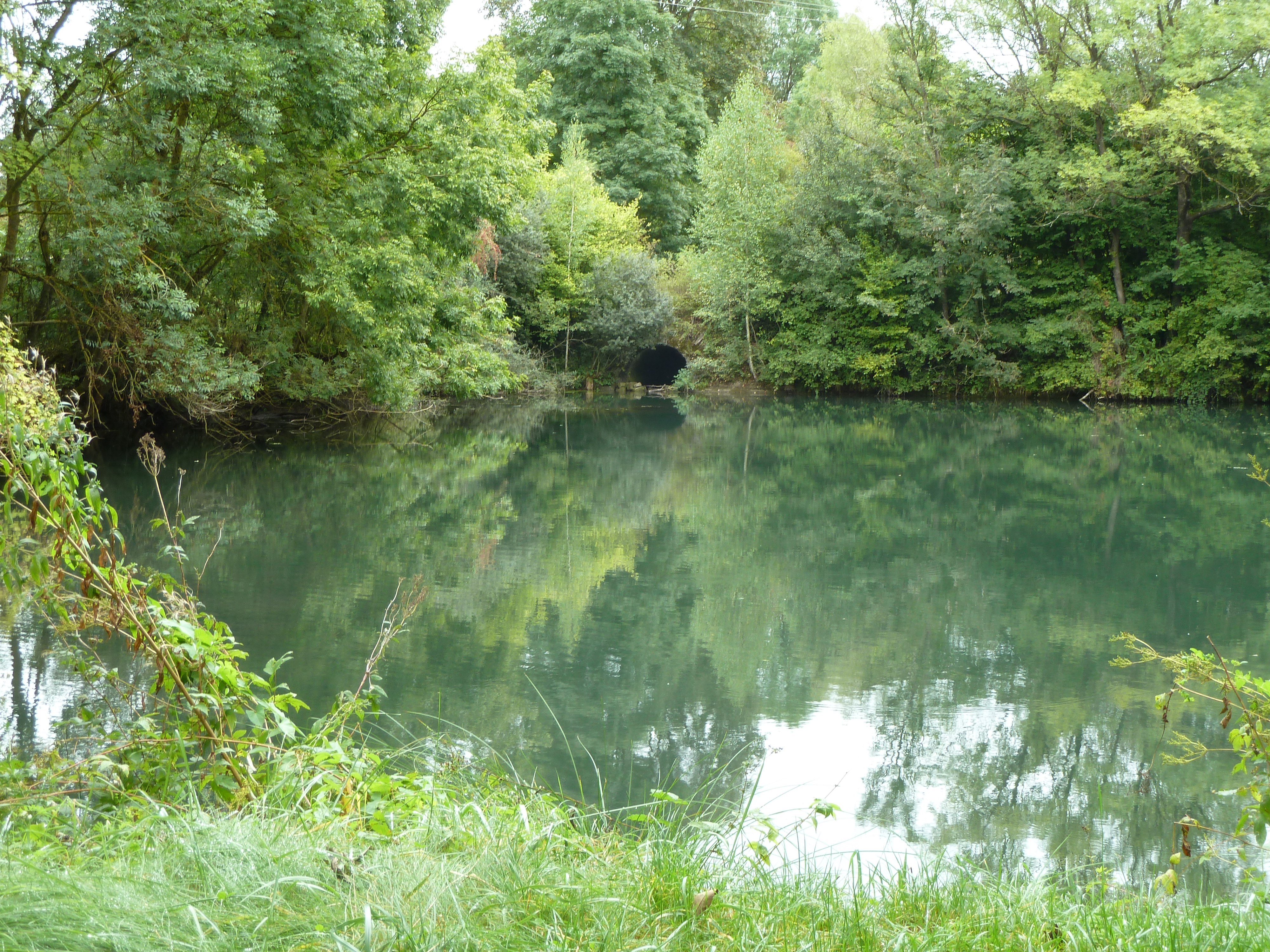
Étang des Moines
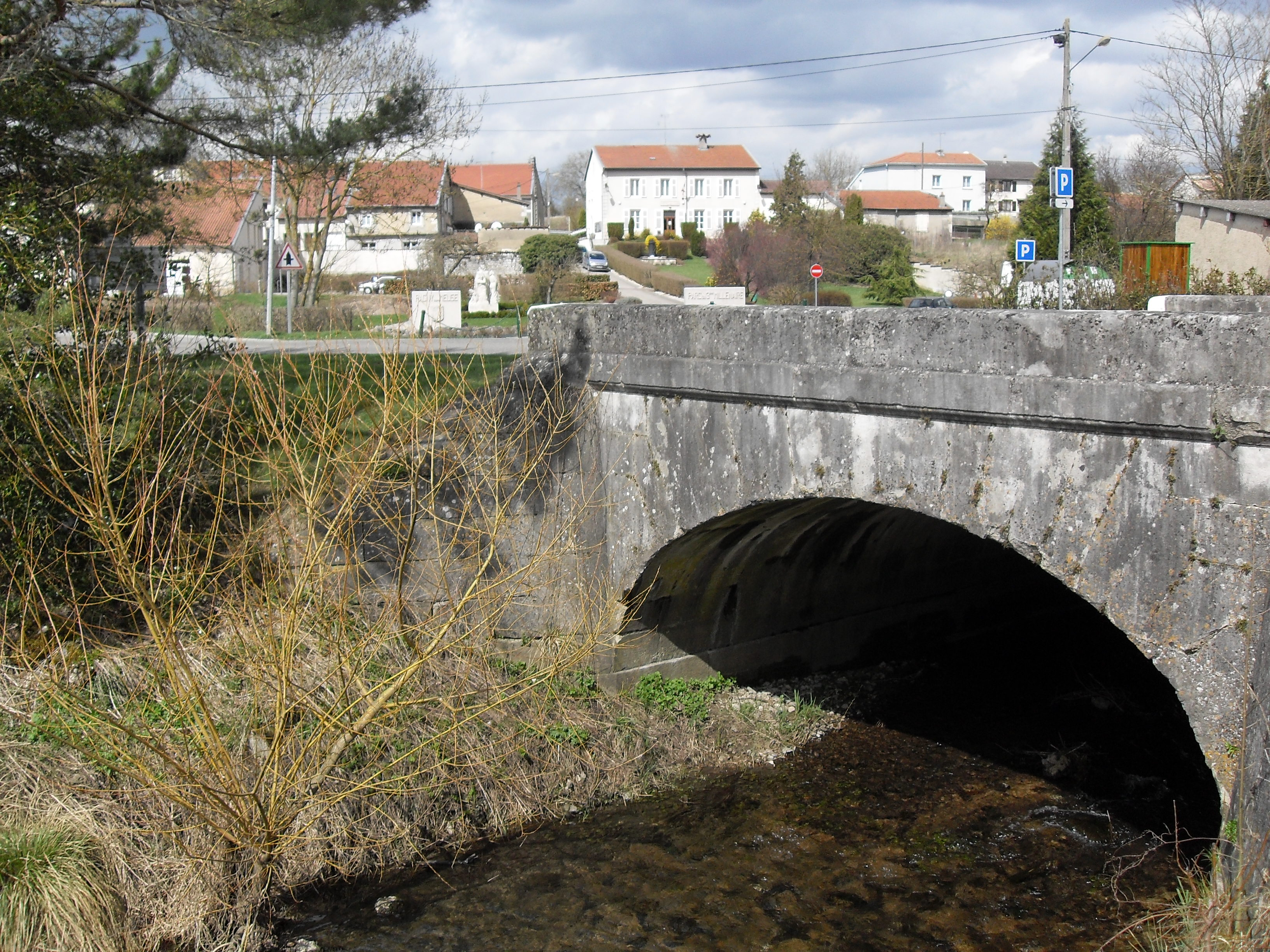
Le pont Biotte
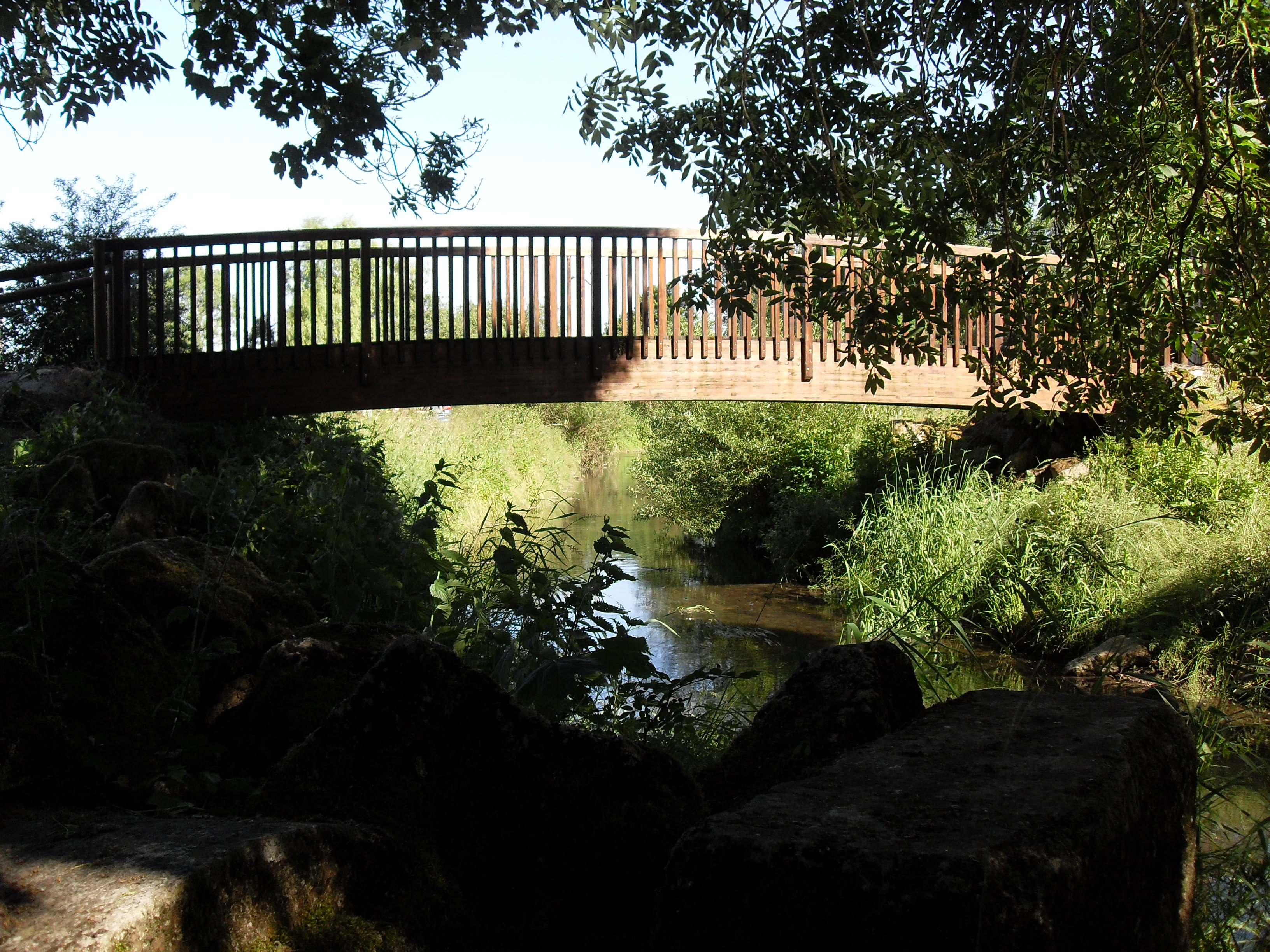
Passerelle du moulin
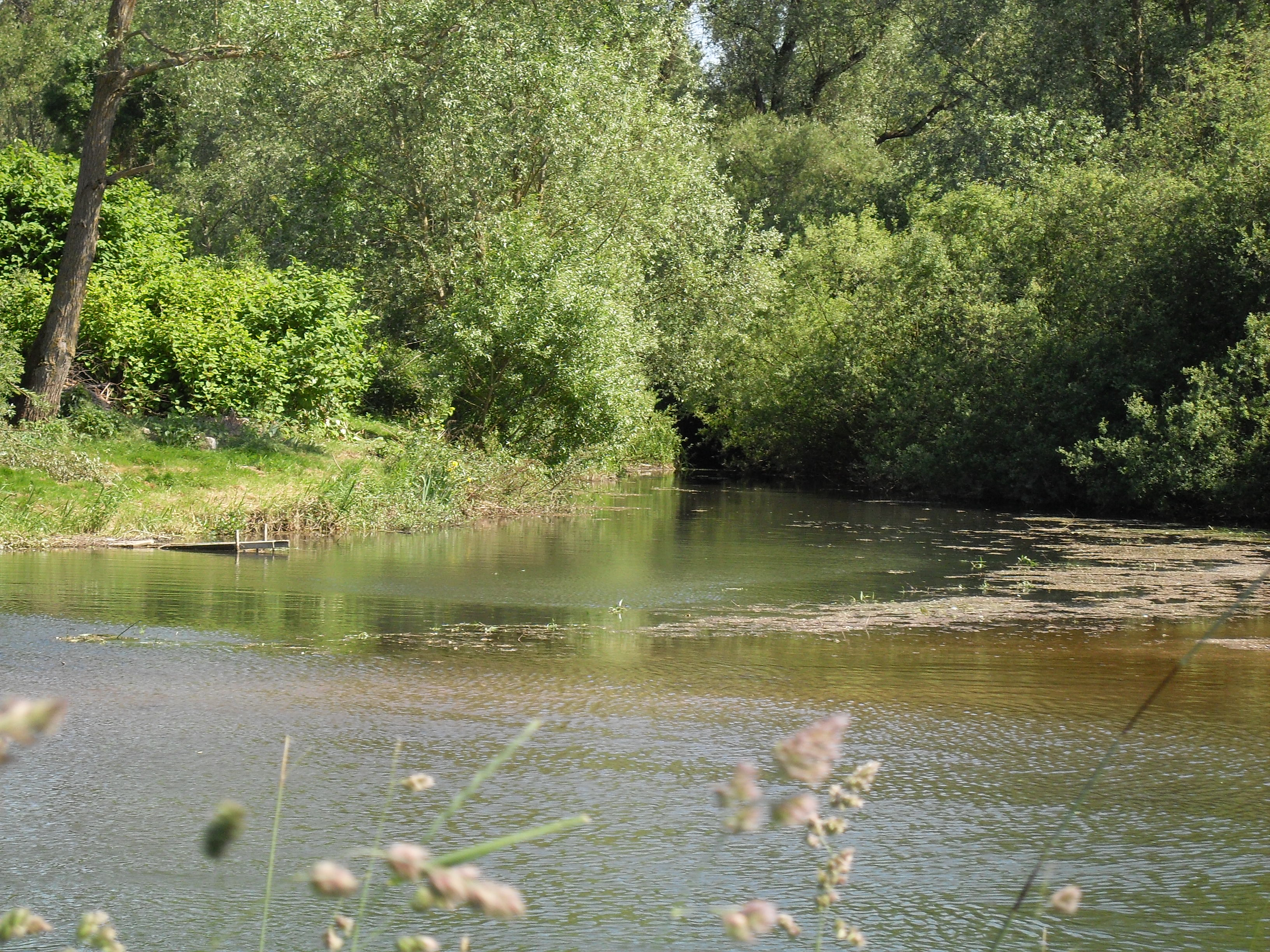
Le ruisseau rejoint la Meuse